# Karl Gladischefski

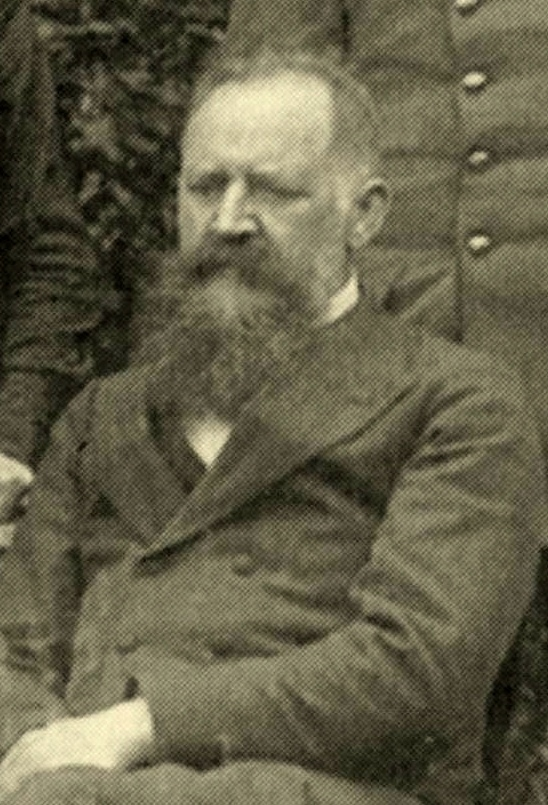
Karl Gladischefski 1917

Karl Ernst Adolf Gladischefski (* 31. Juli 1862 in Berlin; † 30. Oktober 1938 in Bützow) war ein deutscher Theologe und Politiker (DDP).

## Leben und Beruf
Gladischefski wurde als Sohn des aus Treptow an der Rega stammenden Geheimrates Carl Julius Leopold Gladischefski (1818–1895) und der Friedrike Elise Fockelmann (1829–1885) geboren. Nach dem Besuch eines Berliner Gymnasiums absolvierte er ein Studium der Theologie an den Universitäten in Berlin, Erlangen und Bonn. Hier wurde er Mitglied des Bonner Wingolf. Er war ab 1886 Vikar der Mülheimer Synode, arbeitete von 1887 bis 1899 als deutscher Pfarrer in Budapest, wo er die aus Amsterdam stammende Johanna Maria Wilhelmina Kröner (1856–1934) heiratete. Von 1899 bis 1906 war er als Erster Pfarrer an der Hofkirche in Breslau tätig. Von 1906 bis 1913 wirkte er als Pfarrer in Godesberg, von 1913 bis zu seinem Tode dann als Pastor der Evangelisch-Reformierten Gemeinde in Bützow.
Karl Gladischefski starb 1938 im Alter von 76 Jahren. Er wurde auf dem Friedhof in Bützow bestattet.

## Politik
Gladischefski stellte sich ab 1918 als einer der Bürgerrepräsentanten der Stadt Bützow zur Wahl. 1919 wurde er in den Verfassunggebenden Mecklenburg-Schwerinschen Landtag gewählt, wo er 1919/20 als Abgeordneter des Mecklenburg-Schwerinschen Landtages tätig war und amtierte als dessen Vizepräsident. Vom 29. Juni 1922 bis zum 17. März 1924 bekleidete er das Amt des Staatsministers für Unterricht, Kunst, geistliche und Medizinalangelegenheiten in der von Ministerpräsident Johannes Stelling geführten Regierung des Freistaates Mecklenburg-Schwerin. Ab dem 15. Dezember 1923 war er auch Justizminister des Landes. Bis 1924 gehörte er der Regierung Mecklenburg-Schwerin an. Nach seinem Ausscheiden aus dem Ministeramt kandidierte er 1927 in Bützow erneut als Stadtvertreter und war bis 1933 Vorsteher der Stadtverordnetenversammlung.